# کلایو سوئیفت
کلایو سوئیفت (به انگلیسی: Clive Swift)؛ زادهٔ ۹ فوریهٔ ۱۹۳۶ - درگذشته ۱ فوریهٔ ۲۰۱۹ یک هنرپیشه و کمدین تلویزیون و فیلم اهل بریتانیا بود.

## گزیدهٔ نقش‌آفرینی‌ها

### سینما
- رؤیای شب نیمه تابستان (۱۹۶۸)
- جنون (۱۹۷۲)
- اکس‌کالیبور (۱۹۸۱)
- گذرگاهی به هند (۱۹۸۴)
- توسکانینی جوان (۱۹۸۸)

### تلویزیون
- دامبی و پسر (۱۹۶۹)
- رومئو و ژولیت (۱۹۷۶)
- داستان‌های باورنکردنی (۱۹۸۲)
- دکتر هو (۱۹۸۵ و ۲۰۰۷)
- شیادها (۲۰۱۱)
- آدمکشان میدسامر (۲۰۱۷)

### رادیو
- ابلوموف
- قیاس برای قیاس

### نمایش روی صحنه
- سیمبلین (۱۹۶۲)
- فیزیکدان (۱۹۶۳) در تئاتر آلدویچ
- طوفان (۱۹۶۶) در شرکت تئاتر پراسپکنت